# أكبر تي
أكبر تي Akbar Tea شركة شاي في سريلانكا.
تملكها شركة أكبر براذرز المحدودة ومقرها في سريلانكا.
تنتج أنواع الشاي من أكياس الشاي وأوراق الشاي، بجانب الشاي الأسود والأخضر والمعطر وشاي الأعشاب.
وهي أكبر شركة مصدرة للشاي في سريلانكا.